# Будашкин, Николай Павлович
Николай Павлович Буда́шкин (1910—1988) — советский композитор, Народный артист РСФСР (1972). Лауреат двух Сталинских премий (1947, 1949), автор фольклорной музыки к фильмам, наигрышей для баяна, домры, плясок, частушек и страданий.

## Биография
Родился 24 июля (6 августа) 1910 года в деревне Любаховка.

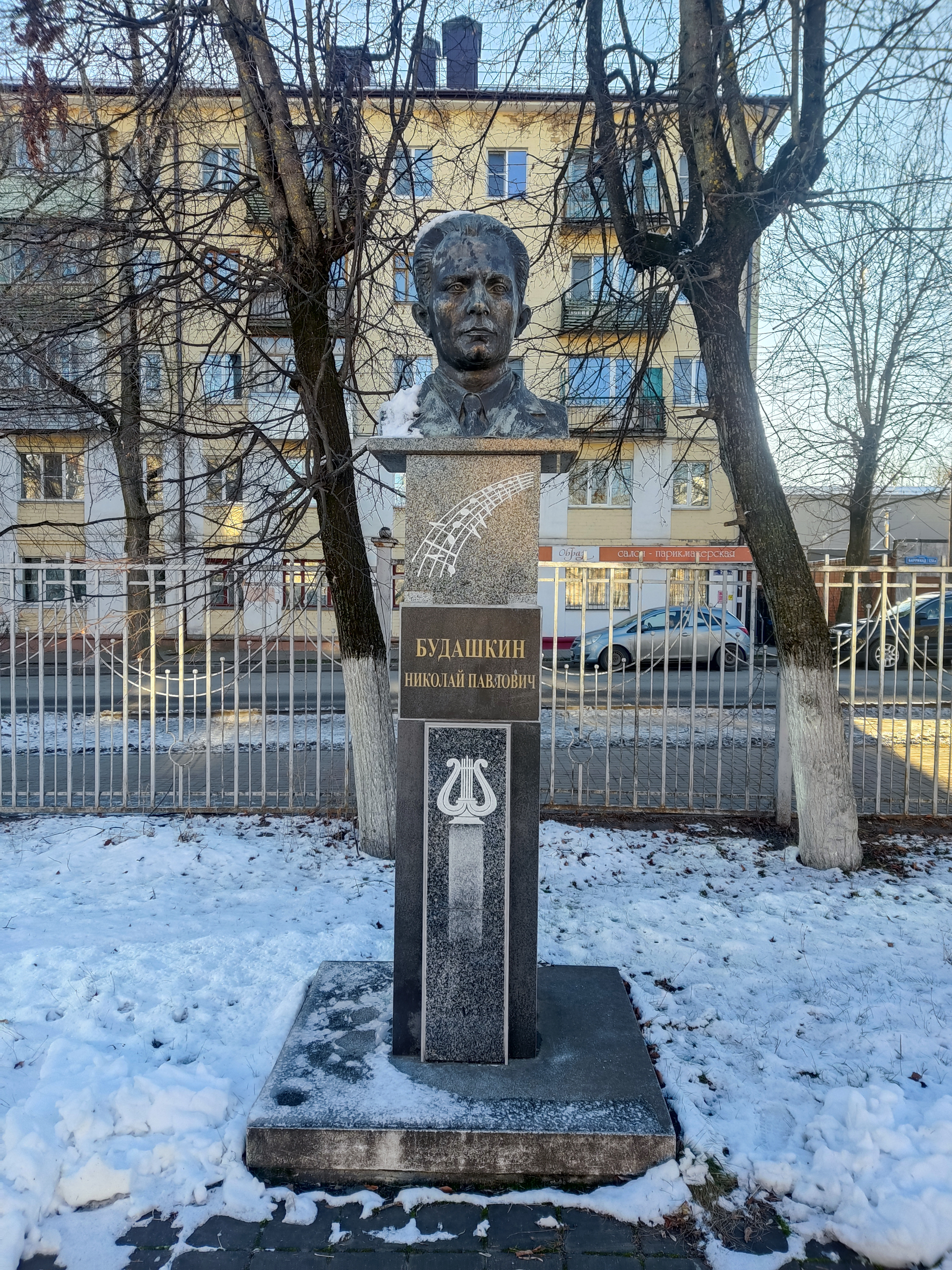
Бюст Н.П Будашкина в сквере Калужской областной филармонии

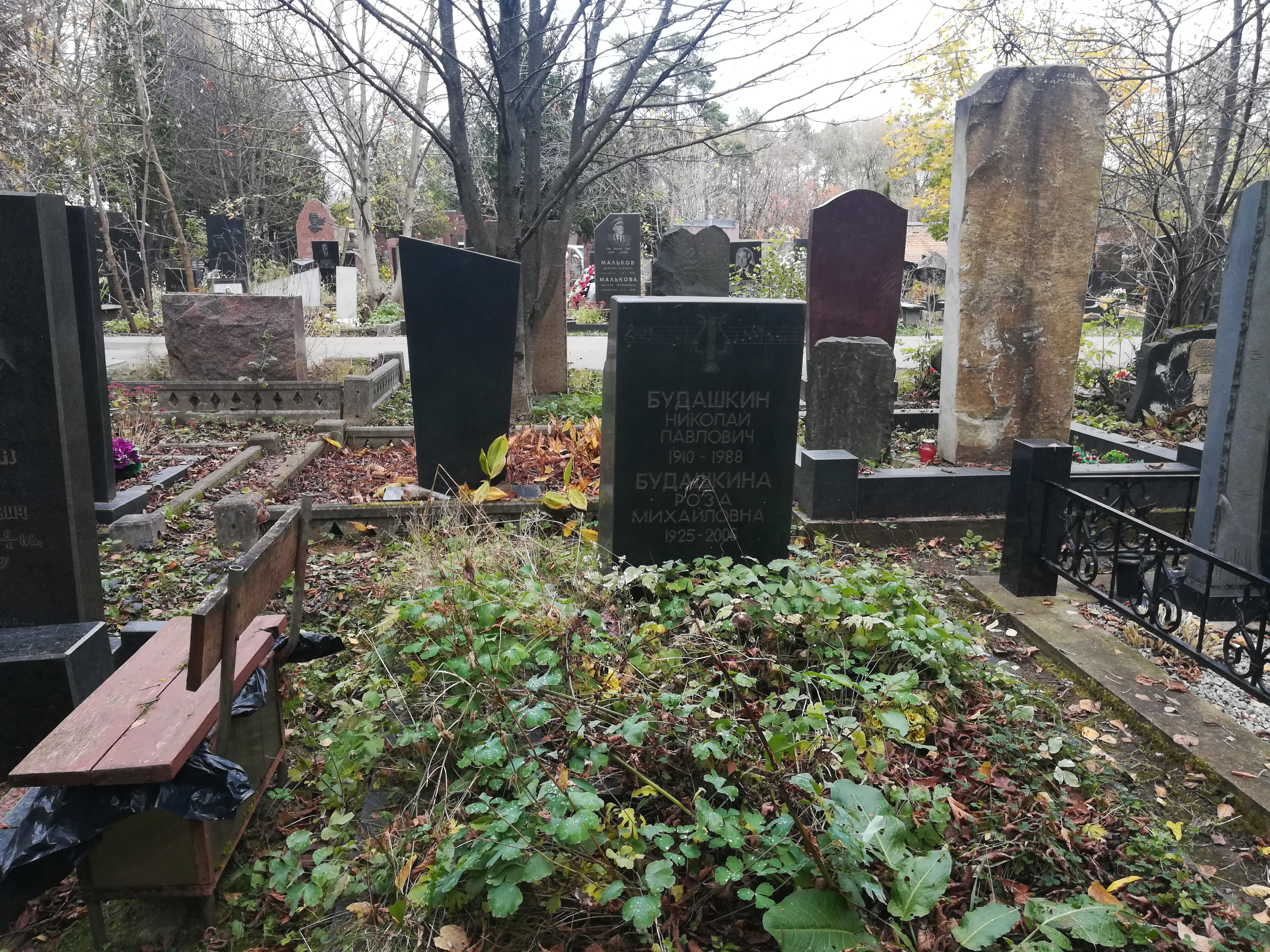
Могила Будашкина на Кунцевском кладбище Москвы.

В 1917 году вместе с семьёй переехал в Читу, где учился в школе ФЗУ, работал в кузнице, играл в любительском духовом оркестре и оркестре русских народных инструментов в красном уголке паровозоремонтного завода.
В 1929 году поступил на рабфак МГК имени П. И. Чайковского. Учился у Р. М. Глиэра и Н. Я. Мясковского.

В 1936 году был призван на службу в РККА.

В 1937 году окончил консерваторию по классу композиции.

В 1938 году окончил аспирантуру, работал ассистентом по кафедре инструментовки.

В 1939 году заключил авторский договор по написанию «Рапсодии для Джаза».
В годы Великой Отечественной войны был композитором Политуправления ДКБФ.

В 1945—1951 годах являлся помощником руководителя Государственного оркестра русских народных инструментов имени Н. П. Осипова, для которого написал много сочинений.
В 1965 году начал педагогическую работу в МГИКе: сначала доцентом, а с 1973 года — профессором по кафедре «Инструментовка и чтение партитур».
Писал музыку для спектаклей, игровых и анимационных фильмов.
Умер в Москве 31 января 1988 года. Похоронен на Кунцевском кладбище (участок № 10).

## Память
В г. Мосальск Калужской области есть улица Будашкина, также там установлен бюст композитора. Другой бюст Будашкина находится в Филармоническом сквере г. Калуга (улица Баррикад).
Детской музыкальной школе № 99 г. Москвы присвоено звание имени Будашкина Н. П. И так же детская музыкальная школа имени Будашкина Н. П. в городе Чита. Детская школа искусств в г. Мосальске Калужской области также носит имя Николая Павловича.
При Забайкальской краевой филармонии в г. Чите действует оркестр народных инструментов имени Будашкина Н. П.

## Награды и премии
- орден Отечественной войны II степени (6.4.1985)
- орден Красной Звезды (3.1.1943)
- орден Дружбы народов
- медаль «За оборону Ленинграда» (1943)
- заслуженный деятель искусств РСФСР (1956)
- народный артист РСФСР (1972)
- Сталинская премия первой степени (1949) — за произведения для оркестра народных инструментов («Русская фантазия», «Вторая рапсодия», «Думка»)[3]
- Сталинская премия второй степени (1947) — за произведения для оркестра народных инструментов («Русская рапсодия», «Фантазия на тему русской народной песни», музыкальная картинка «На ярмарке»)
- Главный приз на международном кинофестивале детских фильмов в Венеции (1965) за музыку к фильму-сказке «Морозко» .

## Музыка к кинофильмам
- 1937 — Глубокий рейд (совместно с В. М. Юровским)
- 1951 — Сельский врач
- 1953 — Свадьба с приданым
- 1953 — Случай в тайге
- 1959 — Ванька (короткометражный)
- 1960 — Из Лебяжьего сообщают (короткометражный)
- 1961 — Дрессировщики (короткометражный)
- 1962 — Капитаны голубой лагуны
- 1964 — Морозко
- 1968 — Огонь, вода и... медные трубы
- 1971 — Смертный враг
- 1972 — Светит, да не греет (фильм-спектакль)

## Музыка к мультфильмам
- 1938 — Маленький-удаленький
- 1952 — Аленький цветочек
- 1954 — Соломенный бычок
- 1956 — Чудесный колодец
- 1957 — Воплощённая мечта
- 1960 — Машенька и медведь

## Песни
Песня «За дальнею околицей» в содружестве с поэтом Глебом Акуловым в 1938 году. Но премьера этой песни состоялась в осаждённом Ленинграде в 1943 году. В годы Великой Отечественной войны им сочинены также такие популярные песни, как «Бескозырка», «Краснофлотская улыбка». Романс «Сыплет черёмуха снегом» на стихи С. Есенина

## Произведения
- Праздничная увертюра для симфонического оркестра, опус 3;
- Фантазия на темы песен Б. А. Мокроусова («Не у нас ли, подруженька», «Четыре моряка», «Одинокая гармонь»), 1948;
- Русская фантазия, опус 18;
- Вторая фантазия на темы песен Б. А. Мокроусова («Заветный камень», «Хороши весной в саду цветочки», «Одинокая гармонь»), 1949;
- Концерт в трех частях для трёхструнной домры с оркестром, 1945;
- Лирическая сюита в четырёх частях, 1955;
- Концертные вариации на тему русской народной песни «Вот мчится тройка почтовая» для балалайки с оркестром;
- Увертюра-фантазия;
- Первая рапсодия;
- Вторая рапсодия.